# Laubsauger

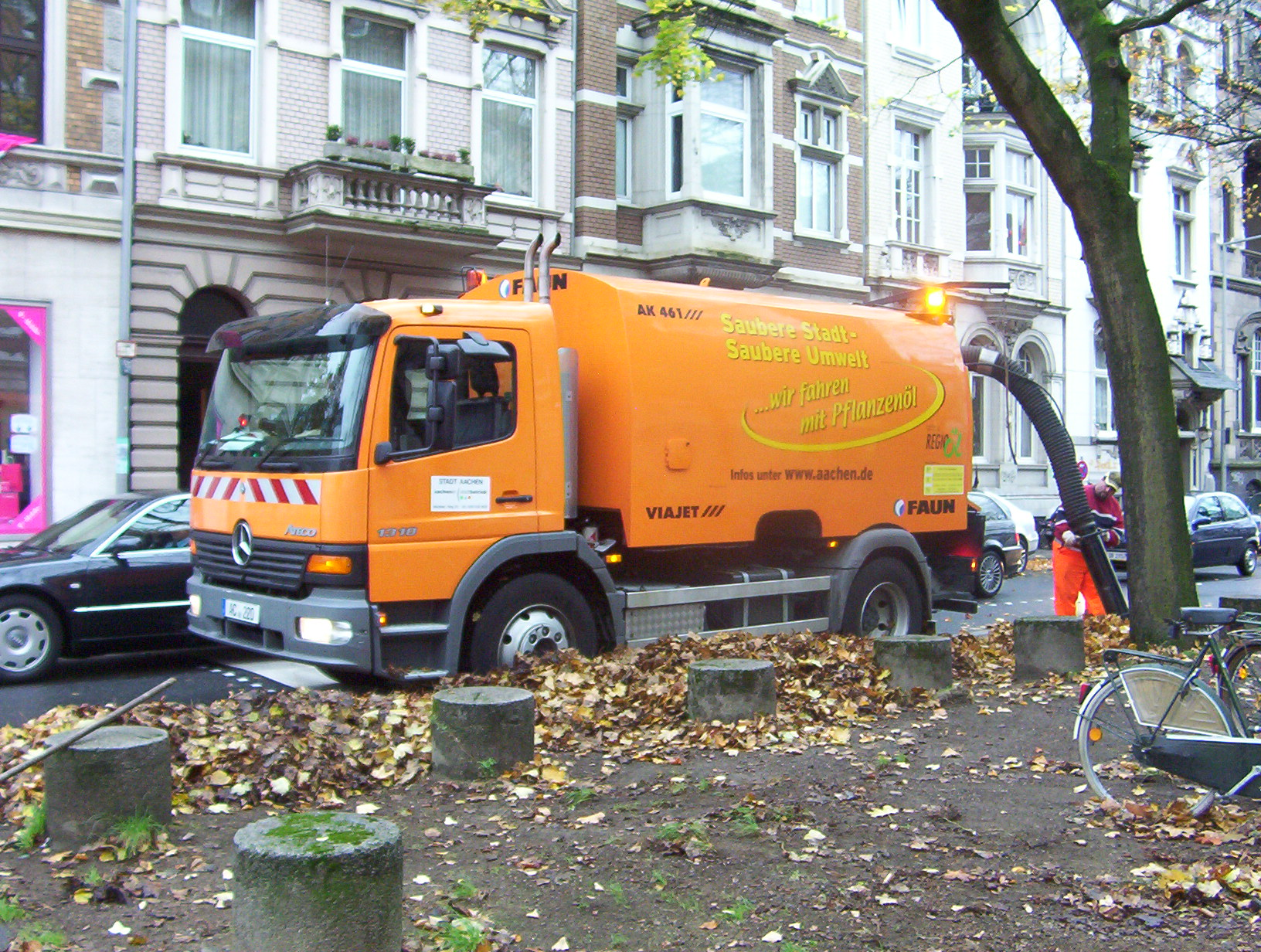
Laubsauger-Lkw der Stadt Aachen (2005)

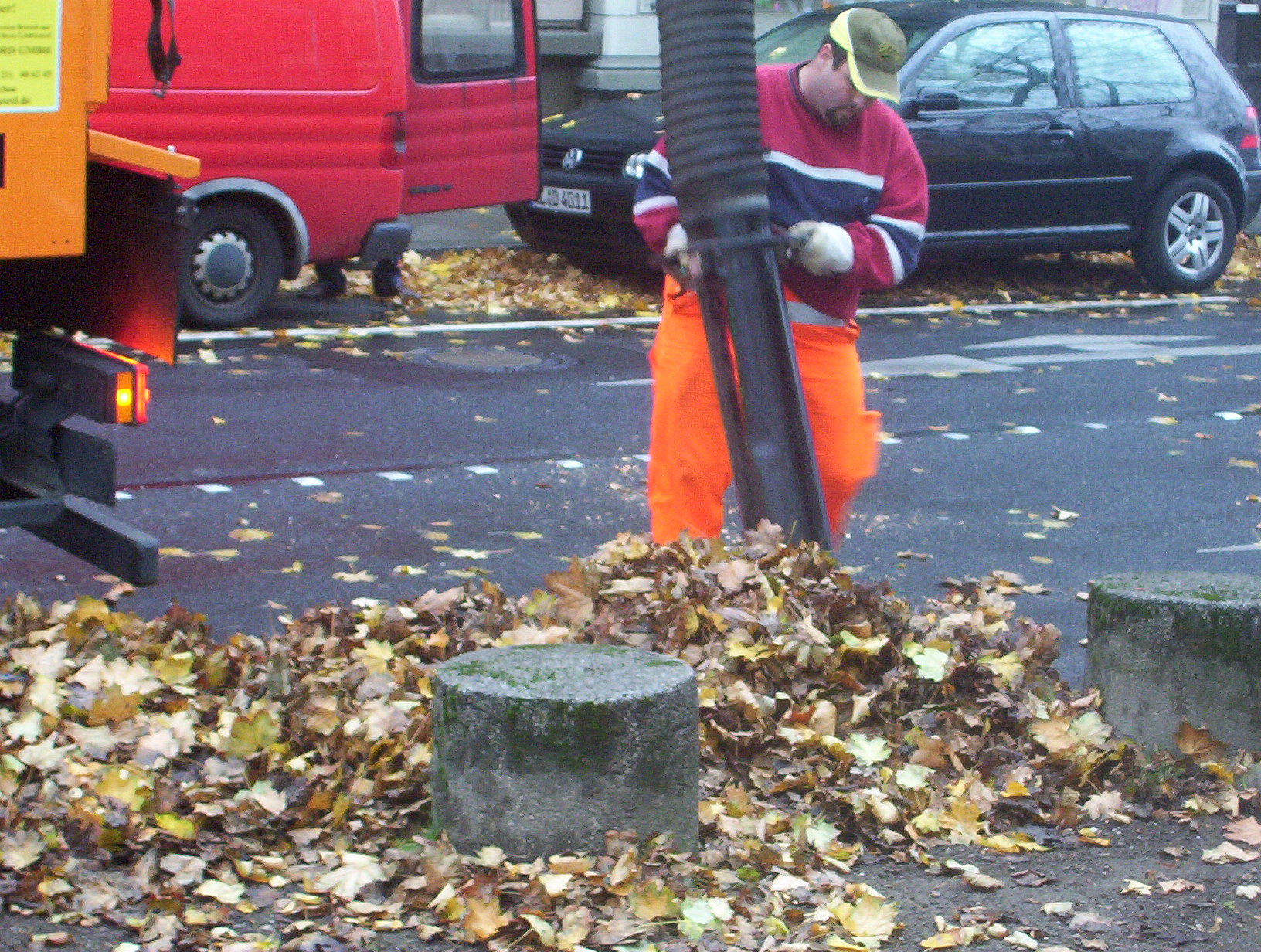
Detailaufnahme

Laubsauger bezeichnet in der Regel ein meist kommunales Fahrzeug, das Laub aufnimmt, ähnlich einer Kehrmaschine. Das Laub kann in einem Behälter gesammelt oder auf eine Ladefläche geblasen werden, teilweise erfolgt dabei eine Zerkleinerung.
Daneben können auch Laubbläser oft umgekehrt als Laubsauger benutzt werden. Als Zwischengröße zwischen selbstfahrenden Laubsaugern und Handlaubsaugern gibt es rollbare Laubsauger, teils als Anhänger. Der Antrieb kann durch einen Elektro- oder Verbrennungsmotor erfolgen.